# Alex Acuña
Alex Acuña, född 12 december 1944 i Pativilca, Peru, är en peruansk trumslagare och percussionist.
Han har spelat med bland andra Harry Belafonte, Elvis Presley, Diana Ross, Koinonia, Abraham Laboriel, Nathan East, Per-Erik Hallin, Weather Report, Paul McCartney, Ella Fitzgerald, Chick Corea, Whitney Houston, Wayne Shorter, Herbie Hancock, Carlos Santana, Roberta Flack, U2 och Al Jarreau.